# Herman Wiersinga
Herman Wiersinga (Wormer, 28 maart 1927 – 20 september 2020) was een Nederlandse predikant en theoloog.

## Biografie
Wiersinga studeerde theologie aan de Vrije Universiteit te Amsterdam. In 1971 promoveerde hij aan de Vrije Universiteit op het proefschrift De verzoening in de theologische discussie. Hij was predikant in de Gereformeerde Kerken in Nederland te Lewedorp, Gent, Curaçao. Daarna werd hij studentenpredikant te Amsterdam en Leiden. Herman raakt bekend door zijn publicaties over de verzoeningsleer. Deze publicaties zorgden voor veel gesprek en discussie binnen de Gereformeerde Kerken in Nederland, zelfs tot op verschillende synodes. Wiersinga wees namelijk de klassiek-gereformeerde leer van 'verzoening door voldoening' af, waarin wordt gesteld dat mensen met God verzoend worden doordat van Jezus Christus aan het kruis plaatsvervangend betaalde voor de schuld die de mensen tegenover God hebben openstaan.

## Privéleven
Herman Wiersinga was gehuwd met Cootje van der Burg. Het echtpaar kreeg zes kinderen, waarvan de jongste vlak na de geboorte overleed. Wiersinga overleed in 2020 op 93-jarige leeftijd.
Jacoba (Cootje) van der Burg (Jakarta, 12 september 1928 – Amsterdam,19 februari 2013). trouwde op 6 maart 1952 met Herman Wiersinga. Als gevolg van de bezetting van Nederlands-Indië door Japan in maart 1942 werd het gezin Van der Burg geïnterneerd en aan het eind van dat jaar in treinwagons vervoerd naar Ambara. De vader werd ondergebracht in een mannenkamp. In augustus 1945 capituleerde de keizer van Japan. Begin december werden de moeder en de kinderen Van der Burg via Semarang naar Batavia gebracht waar de vader op hen wacht. Dochter Cootje ging met een zus op een passagiersboot naar Nederland als werkstudente. Van 1947 tot 1949 bezocht ze het christelijk lyceum klas 4 en 5, daarna volgde ze een opleiding sociaal werk op de Nijenburgh in Baarn. In de jaren zeventig en tachtig volgde zij de Katechetenopleiding en de tweejarige voortgezette opleiding sociale academie en de Pastoraal Klinische Training in de psychiatrische inrichting Zon en Schild te Amersfoort. Zij werd docente Geestelijke Stromingen en Sociale vaardigheden aan de LSOB voor bejaardenverzorgers in Amsterdam-West. In de jaren tachtig was zij een aantal jaren betrokken bij Kongsigroepen van lotgenoten in de Jappenkampen, aanvankelijk als deelneemster, later als begeleidster. In de periode 1993 t/m 1999 werkte zij mee aan het project 'Feministisch ouder worden'.

## Publicaties
- De verzoening in de theologische discussie (dissertatie) - Kampen 1971
- Verzoening als verandering - Kampen 1972
- Verzoening met het lijden? - Kampen 1975
- Je kunt beter geloven. Het geloofsmodel in de brief aan de Hebreeën - Baarn 1978
- Doem of daad. Een boek over zonde - Baarn 1982
- Geloven bij daglicht - Baarn 1992
- Op ooghoogte. Portret van een postmodern geloof - Zoetermeer 2000
- De vitale vragen van Bonhoeffer - Zoetermeer 2004
- Verzoening als affaire - Utrecht 2016

- International Standard Name Identifier: 0000 0000 5718 0760
- Library of Congress Control Number: n50015708
- Nationale Bibliotheek van Israël: 987007463220005171
- Nederlandse Thesaurus van Auteursnamen: 068404557
- Virtual International Authority File: 67049186
- WorldCat: E39PBJhmPGH7MP6Bg79FHjdbBP